# Джессіка Пратт
Джессіка Пратт (англ. Jessica Pratt, нар. 20 червня 1979, Брістоль, Велика Британія), — австралійська оперна співачка (сопрано).